# ダン・ラトゥシュニー
ダン・ラトゥシュニー（Dan Ratushny 1970年10月29日 - ）は、カナダ連邦のオンタリオ州ネピーアン出身の元プロアイスホッケー選手。ポジションはディフェンスマン。

## 経歴

### 現役時代
コーネル大学の1年次、1989年のNHLドラフトでウィニペグ・ジェッツから指名されたが、入団せずに大学にとどまった。攻撃的なディフェンスマンであり、大学3年次には26試合で31ポイントをあげて、ECACカンファレンスのファーストチームに1990年、1991年と選ばれた。1990年のアイスホッケーU20世界選手権では金メダルを獲得した。アイスホッケーカナダ代表に選出され、大学を退学し、アルベールビルオリンピック出場。同大会ではで銀メダルを獲得した。
アルベールビルオリンピックで銀メダルを獲得したものの、ウィニペグ・ジェッツとの契約は難航し、そのシーズンはスイスでプレーした。1992-93シーズンはIHLのフォートウェイン・コメッツでプレー、NHLのシーズントレードデッドラインぎりぎりにバンクーバー・カナックスにトレードされた。この年のロサンゼルス・キングス戦へ出場し、スーパースターのリュック・ロビタイユに果敢なボディチェックを行った。翌シーズンからNHLで活躍することが期待されたが、トレーニングキャンプでAHL送りとなり、その後はNHLでプレーすることはなかった。1995年にカナックスからカットされた。その後もマイナーリーグでプレーした後、1999年に日本アイスホッケーリーグの西武鉄道アイスホッケー部に入団したが1シーズンでチームを去った。その後はフィンランドのSMリーガやスコットランド、スウェーデン2部リーグでプレーした。

### 引退後
1997年にコーネル大学に復学し卒業、その後HEC経営大学院でMBAを取得した。大学院卒業後はトロントで弁護士をしていた。
2009-10シーズンにはかつてプレーしたスイスのEHCオルテンのヘッドコーチに就任、その後シュトラウビング・ティーゲルスのヘッドコーチに就任している。